# Campodea meinerti
Campodea meinerti är en urinsektsart som beskrevs av Bagnall 1918. Campodea meinerti ingår i släktet Campodea och familjen Campodeidae. Inga underarter finns listade.